# Maroon 5-diszkográfia
Ez a Maroon 5 nevű amerikai pop-rock együttes diszkográfiája, mely az együttes eddig megjelent zenei kiadványait tartalmazza. A Maroon 5 eddig hét stúdióalbumot, egy remixalbumot, két válogatásalbumot, három koncertalbumot, hat középlemezt, hét promóciós kislemezt, harmincöt kislemezt és harmincnyolc videóklipet adott ki. A csapat eredetileg 1994-ben alakult, Kara's Flowers néven, még középiskolás korukban. Az ekkori felállás, Adam Levine, Jesse Carmichael, Mickey Madden és Ryan Dusick kiadták a We Like Digging? című független albumukat, majd 1997-ben a Reprise Records-hoz szerződtek, és kiadtak egy albumot, a The Fourth World-t. Az album mérsékelt sikerei után a zenekar elhagyta a kiadót, és egyetemi tanulmányaikra helyezték a hangsúlyt. 2001-ben újra összeálltak, ekkor csatlakozott hozzájuk James Valentine, és új irányok felé fordultak, ekkor már Maroon 5 néven.
Leszerződtek az Octone Recordshoz, és 2002-ben rögzítették debütáló albumukat, a Songs About Jane-t, amely 2002 júniusában jelent meg, és Ausztráliában, Franciaországban, Írországban, Új-Zélandon, és az Egyesült Királyságban az első helyre került. Első kislemeze, a Harder to Breathe, vegyes kritikákat kapott, aminek köszönhetően az album a hatodik helyre került a Billboard 200-on. Az album második és harmadik kislemeze, a This Love és a She Will Be Loved 2004-ben világslágerekké váltak. Az albumról öt kislemez jelent meg. Az elkövetkező néhány év turnézással telt, a Songs About Jane támogatására.
2006-ban Ryan Dusick dobos elhagyta az együttest, helyére Matt Flynn lépett. 2007 elején felvették második stúdióalbumukat, az It Won't Be Soon Before Long-ot, amely májusban jelent meg, és az első helyet érte el a Billboard 200-on. Az albumról öt kislemez jelent meg. Első kislemeze, a Makes Me Wonder, a zenekar első számú első helyezett kislemeze lett a Billboard Hot 100-on. A zenekar harmadik stúdióalbuma, a Hands All Over, 2010 szeptemberében jelent meg, és a Billboard 200 második helyére került. Az album vezető kislemeze, a Misery, a Billboard Hot 100 legjobb 15 dala közé került, míg az album negyedik kislemeze, a Moves Like Jagger, a második helyet érte el a Hot 100-on. 2012 júniusában kiadták negyedik albumukat, az Overexposed-t, amely a Billboard 200 második helyére került. Első két kislemeze, a Payphone, és a One More Night nemzetközi slágerekké váltak. Utóbbi vezette a Hot 100-at. Az album harmadik kislemeze, a Daylight, bekerült a top 10-be, Kanadában, és az Egyesült Államokban, valamint világszerte negyven másik országban.
2014 szeptemberében kiadták ötödik, V, (ejtsd: "öt") című stúdióalbumukat, amely a Billboard 200 első helyén debütált. Első kislemeze, a Maps, a hatodik helyen debütált a Hot 100-on, a második, az Animals a harmadik, a harmadik kislemez, a Sugar, pedig a második helyre került. 2017 novemberében megjelentették hatodik stúdióalbumukat, a Red Pill Blues-t. Legsikeresebb kislemezei, a Don't Wanna Know, és a What Lovers Do lettek. A Girls Like You remix változatában közreműködik Cardi B is, amely a Hot 100 első helyét érte el, így az együttes negyedik első helyezett kislemeze lett az Egyesült Államokban.

## Albumok

### Stúdióalbumok
| Év                                                          | Album | Legmagasabb helyezés | Legmagasabb helyezés | Legmagasabb helyezés | Legmagasabb helyezés | Legmagasabb helyezés | Legmagasabb helyezés | Legmagasabb helyezés | Legmagasabb helyezés | Legmagasabb helyezés | Legmagasabb helyezés | Minősítések | Eladások                        |
| Év                                                          | Album | US                   | AUS                  | AUT                  | CAN                  | FRA                  | GER                  | ITA                  | NZ                   | SWI                  | UK                   | Minősítések | Eladások                        |
| Kara's Flowers                                              | Kara's Flowers | Kara's Flowers       | Kara's Flowers       | Kara's Flowers       | Kara's Flowers       | Kara's Flowers       | Kara's Flowers       | Kara's Flowers       | Kara's Flowers       | Kara's Flowers       | Kara's Flowers       | Kara's Flowers | Kara's Flowers                  |
| ----------------------------------------------------------- | --- | -------------------- | -------------------- | -------------------- | -------------------- | -------------------- | -------------------- | -------------------- | -------------------- | -------------------- | -------------------- | --- | ------------------------------- |
| 1997                                                        | The Fourth World - Megjelenés: 1997. augusztus 19. (US) - Kiadó: Reprise Records - Formátumok: CD, LP                                              | —                    | —                    | —                    | —                    | —                    | —                    | —                    | —                    | —                    | —                    | |                                 |
| Maroon 5                                                    | |                      |                      |                      |                      |                      |                      |                      |                      |                      |                      | |                                 |
| 2002                                                        | Songs About Jane - Megjelenés: 2002. június 25. (US) - Kiadó: J, Octone - Formátumok: CD, digitális letöltés                                       | 6                    | 1                    | 7                    | 3                    | 1                    | 5                    | 10                   | 1                    | 12                   | 1                    | - RIAA-minősítés: 4x Platina - ARIA-minősítés: 5x Platina - BPI-minősítés: 7x Platina - BVMI-minősítés: Platina - FIMI-minősítés: Arany - IFPI AUT-minősítés: Arany - IFPI SWI-minősítés: Arany - MC-minősítés: 3x Platina - RMNZ-minősítés: 5x Platina - SNEP-minősítés: 2× Arany | - US: 5,149,000 - UK: 2,019,827 |
| 2007                                                        | It Won't Be Soon Before Long - Megjelenés: 2007. május 22. (US) - Kiadó: A&M/Octone - Formátumok: CD, digitális letöltés                           | 1                    | 5                    | 14                   | 2                    | 13                   | 6                    | 4                    | 2                    | 6                    | 1                    | - RIAA-minősítés: 2x Platina - ARIA-minősítés: Platina - BPI-minősítés: Platina - BVMI-minősítés: Arany - FIMI-minősítés: Arany - IRMA-minősítés: Arany - MC-minősítés: Platina - RMNZ-minősítés: Arany                                                                            | - US: 2,379,000 - UK: 413,451   |
| 2010                                                        | Hands All Over - Megjelenés: 2010. szeptember 21. (US) - Kiadó: A&M/Octone - Formátumok: CD, digitális letöltés                                    | 2                    | 7                    | 20                   | 5                    | 16                   | 17                   | 10                   | 12                   | 10                   | 6                    | - RIAA-minősítés: Platina - BPI-minősítés: Platina - FIMI-minősítés: Arany - MC-minősítés: Platina - SNEP-minősítés: Arany | - US: 1,383,000 - UK: 313,034   |
| 2012                                                        | Overexposed - Megjelenés: 2012. június 26. (US) - Kiadó: A&M/Octone - Formátumok: CD, digitális letöltés                                           | 2                    | 4                    | 7                    | 3                    | 4                    | 5                    | 4                    | 3                    | 7                    | 2                    | - RIA-minősítés: Platina - ARIA-minősítés: Platina - BPI-minősítés: Platina - FIMI-minősítés: Arany - RMNZ-minősítés: Arany - SNEP-minősítés: Arany | - US: 1,586,000 - UK: 331,735   |
| 2014                                                        | V - Megjelenés: 2014. szeptember 2. (US) - Kiadó: 222, Interscope - Formátumok: CD, digitális letöltés                                             | 1                    | 4                    | 10                   | 1                    | 6                    | 6                    | 2                    | 11                   | 2                    | 4                    | - RIAA-minősítés: 3× Platina - ARIA-minősítés: Arany - BPI-minősítés: Arany - FIMI-minősítés: Arany - IFPI AUT-minősítés: Platina - MC-minősítés: 3× Platina - RMNZ-minősítés: Arany - SNEP-minősítés: Arany                                                                       | - US: 1,000,000                 |
| 2017                                                        | Red Pill Blues - Megjelenés: 2017. november 3. (US) - Kiadó: 222, Interscope - Formátumok: CD, LP, digitális letöltés                              | 2                    | 7                    | 31                   | 2                    | 24                   | 44                   | 15                   | 6                    | 21                   | 12                   | - RIAA-minősítés: Platina - ARIA-minősítés: Arany - BPI-minősítés: Arany - FIMI-minősítés: Platina - IFPI AUT-minősítés: Arany - MC-minősítés: 2× Platina - RMNZ-minősítés: Platina - SNEP-minősítés: Arany                                                                        |                                 |
| 2021                                                        | Jordi - Megjelenés: 2021. június 11. (US) - Kiadó: 222, Interscope, Polydor - Formátumok: digitális letöltés, streamelés                           | 8                    | 11                   | 33                   | 8                    | 25                   | 39                   | 40                   | 18                   | 10                   | 19                   | - RIAA-minősítés: Arany |                                 |
| 2025                                                        | Love Is Like - Várható megjelenés: 2025. augusztus 15. (US) - Kiadó: 222, Interscope - Formátumok: CD, LP, Kazetta, Digitális letöltés, Streamelés | Megjelenés alatt     | Megjelenés alatt     | Megjelenés alatt     | Megjelenés alatt     | Megjelenés alatt     | Megjelenés alatt     | Megjelenés alatt     | Megjelenés alatt     | Megjelenés alatt     | Megjelenés alatt     | Megjelenés alatt | Megjelenés alatt                |
| "—" nem szerepelt listán, vagy nem jelent meg az országban. | |                      |                      |                      |                      |                      |                      |                      |                      |                      |                      | |                                 |

### Demó albumok
| Cím                  | Album adatok                                                                 |
| -------------------- | ---------------------------------------------------------------------------- |
| ... We Like Digging? | ...We Like Digging? - Megjelenés:1994 - Kiadó: Saját kiadás - Formátumok: CD |

### Koncertalbumok
| Év                                                          | Album | Legmagasabb helyezés | Legmagasabb helyezés | Legmagasabb helyezés | Legmagasabb helyezés | Legmagasabb helyezés | Legmagasabb helyezés | Minősítések                                    | Eladások      |
| Év                                                          | Album | US                   | AUS                  | IRE                  | ITA                  | SWI                  | UK                   | Minősítések                                    | Eladások      |
| ----------------------------------------------------------- | --- | -------------------- | -------------------- | -------------------- | -------------------- | -------------------- | -------------------- | ---------------------------------------------- | ------------- |
| 2004                                                        | 1.22.03.Acoustic - Megjelenés: 2004. június 29. (US) - Kiadó: Octone - Formátumok: CD, digitális letöltés              | 42                   | —                    | 64                   | 65                   | 66                   | 58                   | - RIAA-minősítés: Arany - BPI-minősítés: Arany | - US: 699,000 |
| 2005                                                        | Live – Friday the 13th - Megjelenés: 2005. szeptember 20. (US) - Kiadó: J, Octone - Formátumok: CD, digitális letöltés | 61                   | 37                   | —                    | —                    | —                    | —                    |                                                | - US: 113,000 |
| 2008                                                        | Live from Le Cabaret - Megjelenés: 2008. július 8. (US) - Kiadó: A&M/Octone - Formátumok: CD, digitális letöltés       | 117                  | —                    | —                    | —                    | —                    | —                    |                                                | - US: 20,000  |
| "—" nem szerepelt listán, vagy nem jelent meg az országban. | |                      |                      |                      |                      |                      |                      |                                                |               |

### Válogatásalbumok
| Cím                                                         | Album részletek                                                                                                 | Legmagasabb helyezés | Legmagasabb helyezés | Legmagasabb helyezés | Legmagasabb helyezés | Legmagasabb helyezés | Legmagasabb helyezés | Legmagasabb helyezés | Minősítések                          |
| Cím                                                         | Album részletek                                                                                                 | US                   | AUS                  | FRA                  | IRE                  | ITA                  | NZ                   | UK                   | Minősítések                          |
| ----------------------------------------------------------- | --- | -------------------- | -------------------- | -------------------- | -------------------- | -------------------- | -------------------- | -------------------- | ------------------------------------ |
| The B-Side Collection                                       | - Megjelenés: 2007. december 18. (US) - Kiadó: A&M/Octone - Formátum: CD, digitális letöltés                    | 51                   | —                    | —                    | —                    | —                    | —                    | —                    |                                      |
| Singles                                                     | - Megjelenés: 2015. szeptember 25. (US) - Kiadó: 222, Interscope Records - Formátum: CD, LP, digitális letöltés | —                    | 19                   | 30                   | 80                   | 51                   | 4                    | 35                   | - ARIA: 4× Platina - BPI: 2× Platina |
| "—" nem szerepelt listán, vagy nem jelent meg az országban. | |                      |                      |                      |                      |                      |                      |                      |                                      |

### Remixalbumok
| Év   | Album | Legmagasabb helyezés | Eladások      |
| Év   | Album | USA                  | Eladások      |
| ---- | --- | -------------------- | ------------- |
| 2008 | Call and Response: The Remix Album - Megjelenés: 2008. december 9. - Kiadó: A&M/Octone - Formátumok: CD, digitális letöltés | 73                   | - US: 136,000 |

## Kislemezek
| Év                                                          | Kislemez                                                              | Legmagasabb helyezés | Legmagasabb helyezés | Legmagasabb helyezés | Legmagasabb helyezés | Legmagasabb helyezés | Legmagasabb helyezés | Legmagasabb helyezés | Legmagasabb helyezés | Legmagasabb helyezés | Legmagasabb helyezés | Minősítések | Album                        |
| Év                                                          | Kislemez                                                              | US                   | AUS                  | AUT                  | CAN                  | FRA                  | GER                  | ITA                  | NZ                   | SWI                  | UK                   | Minősítések | Album                        |
| ----------------------------------------------------------- | --------------------------------------------------------------------- | -------------------- | -------------------- | -------------------- | -------------------- | -------------------- | -------------------- | -------------------- | -------------------- | -------------------- | -------------------- | --- | ---------------------------- |
| 1997                                                        | Soap Disco (Kara's Flowersként)                                       | —                    | —                    | —                    | —                    | —                    | —                    | —                    | —                    | —                    | —                    | | The Fourth World             |
| 2002                                                        | Harder to Breathe                                                     | 18                   | 37                   | —                    | —                    | —                    | 79                   | 28                   | 33                   | —                    | 13                   | - RIAA: Platina - ARIA: Arany - BPI: Ezüst | Songs About Jane             |
| 2004                                                        | This Love                                                             | 5                    | 8                    | 3                    | —                    | 6                    | 5                    | 3                    | 4                    | 4                    | 3                    | - RIAA: 2× Platina - ARIA: Arany - BPI: Arany - BVMI: Arany - FIMI: Arany - MC: Platina                                                                              | Songs About Jane             |
| 2004                                                        | She Will Be Loved                                                     | 5                    | 1                    | 27                   | —                    | 23                   | 25                   | 3                    | 18                   | 18                   | 4                    | - RIAA: 4× Platina - ARIA: Platina - BPI: 2× Platina - BVMI: Arany - FIMI: Platina - MC: Platina                                                                     | Songs About Jane             |
| 2004                                                        | Sunday Morning                                                        | 31                   | 27                   | 52                   | —                    | —                    | 83                   | —                    | 21                   | 87                   | 27                   | - RIAA: 2× Platina - ARIA: Arany - BPI: Arany | Songs About Jane             |
| 2005                                                        | Must Get Out                                                          | —                    | —                    | —                    | —                    | —                    | —                    | —                    | 38                   | —                    | 39                   | | Songs About Jane             |
| 2007                                                        | Makes Me Wonder                                                       | 1                    | 6                    | 12                   | 1                    | 40                   | 11                   | 3                    | 8                    | 14                   | 2                    | - RIAA: 3× Platina - ARIA: Platina - BPI: Ezüst - MC: Platina | It Won’t Be Soon Before Long |
| 2007                                                        | Wake Up Call                                                          | 19                   | 19                   | 17                   | 6                    | —                    | 41                   | 8                    | 32                   | 12                   | 33                   | - RIAA: 2× Platina - ARIA: Arany - MC: Platina | It Won’t Be Soon Before Long |
| 2007                                                        | Won’t Go Home Without You                                             | 48                   | 7                    | 16                   | 16                   | —                    | 11                   | 14                   | 20                   | 65                   | 44                   | - RIAA: 2× Platina - ARIA: Platina - MC: Arany | It Won’t Be Soon Before Long |
| 2008                                                        | If I Never See Your Face Again (featuring Rihanna)                    | 51                   | 11                   | 54                   | 12                   | —                    | —                    | 1                    | 2                    | 52                   | 28                   | - RIAA: Platina - ARIA: Platina - MC: Arany | It Won’t Be Soon Before Long |
| 2008                                                        | Goodnight Goodnight                                                   | —                    | —                    | —                    | —                    | —                    | —                    | —                    | —                    | —                    | —                    | | It Won’t Be Soon Before Long |
| 2010                                                        | Misery                                                                | 14                   | 39                   | 28                   | 13                   | 14                   | 30                   | 19                   | 38                   | 32                   | 30                   | - RIAA: 2× Platina - ARIA: Arany - BPI: Ezüst - MC: Platina | Hands All Over               |
| 2010                                                        | Give a Little More                                                    | 86                   | —                    | —                    | 91                   | —                    | —                    | 30                   | —                    | —                    | —                    | | Hands All Over               |
| 2011                                                        | Never Gonna Leave This Bed                                            | 55                   | —                    | —                    | —                    | 82                   | —                    | —                    | —                    | —                    | —                    | - RIAA: Platina | Hands All Over               |
| 2011                                                        | Moves Like Jagger (featuring Christina Aguilera)                      | 1                    | 2                    | 1                    | 1                    | 3                    | 2                    | 2                    | 1                    | 5                    | 2                    | - RIAA: Gyémánt - ARIA: 11× Platina - BPI: 4× Platina - BMVI: 5× Arany - FIMI: 2× Platina - IFPI SWI: Platina - MC: Gyémánt - RMNZ: 3× Platina - SNEP: Arany         | Hands All Over               |
| 2012                                                        | Payphone (featuring Wiz Khalifa)                                      | 2                    | 2                    | 5                    | 1                    | 8                    | 4                    | 1                    | 2                    | 4                    | 1                    | - RIAA: 7× Platina - ARIA: 5× Platina - BPI: 3× Platina - BVMI: Platina - FIMI: 2× Platina - IFPI AUT: Arany - IFPI SWI: Platina - MC: 5× Platina - RMNZ: 2× Platina | Overexposed                  |
| 2012                                                        | One More Night                                                        | 1                    | 2                    | 8                    | 2                    | 9                    | 17                   | 13                   | 1                    | 11                   | 8                    | - RIAA: 6× Platina - ARIA: 5× Platina - BPI: Platina - BVMI: Arany - FIMI: Platina - IFPI SWI: Arany - MC: 6× Platina - RMNZ: 2× Platina                             | Overexposed                  |
| 2012                                                        | Daylight                                                              | 7                    | 19                   | 35                   | 5                    | 74                   | 75                   | 18                   | 11                   | 53                   | 63                   | - RIAA: 2× Platina - ARIA: Platina - FIMI: Arany - MC: 2× Platina - RMNZ: Arany                                                                                      | Overexposed                  |
| 2013                                                        | Love Somebody                                                         | 10                   | —                    | —                    | 10                   | 87                   | —                    | —                    | 34                   | —                    | —                    | - RIAA: 2× Platina - ARIA: Arany - MC: 2× Platina | Overexposed                  |
| 2014                                                        | Maps                                                                  | 6                    | 30                   | 18                   | 1                    | 17                   | 6                    | 4                    | 16                   | 22                   | 2                    | - RIAA: 4× Platina - ARIA: Arany - BPI: Platina - BVMI: Platina - FIMI: 2× Platina - MC: 2× Platina                                                                  | V                            |
| 2014                                                        | Animals                                                               | 3                    | 62                   | 26                   | 2                    | 25                   | 11                   | 13                   | 11                   | 18                   | 27                   | - RIAA: Platina - BPI: Platina - BVMI: Platina - FIMI: Platina - MC: 2× Platina                                                                                      | V                            |
| 2015                                                        | Sugar                                                                 | 2                    | 6                    | 25                   | 2                    | 15                   | 41                   | 6                    | 3                    | 10                   | 7                    | - RIAA: Gyémánt - ARIA: 3× Platina - BPI: 3× Platina - BVMI: Arany - FIMI: 3× Platina - MC: Platina - RMNZ: 2× Platina - SNEP: Arany                                 | V                            |
| 2015                                                        | This Summer’s Gonna Hurt like a MotherFucker (solo vagy Alesso remix) | 23                   | 70                   | 38                   | 16                   | 69                   | 45                   | 31                   | —                    | 56                   | 40                   | - RIAA: Platina - FIMI: Arany | V                            |
| 2015                                                        | Feelings                                                              | —                    | —                    | —                    | —                    | —                    | —                    | —                    | —                    | —                    | —                    | | V                            |
| 2016                                                        | Don’t Wanna Know (featuring Kendrick Lamar)                           | 6                    | 6                    | 18                   | 6                    | 20                   | 33                   | 4                    | 4                    | 14                   | 5                    | - RIAA: 2× Platina - ARIA: Platina - BPI: Platina - BVMI: Arany - FIMI: 3× Platina - RMNZ: Platina - SNEP: Arany - MC: 5× Platina                                    | Red Pill Blues               |
| 2017                                                        | Cold (featuring Future)                                               | 1                    | 27                   | 4                    | 12                   | 3                    | 43                   | 1                    | 29                   | 3                    | 2                    | - RIAA: Platina - ARIA: Platina - BPI: Arany - BVMI: Arany - FIMI: 2× Platina - SNEP: Arany - MC: 3× Platina                                                         | Red Pill Blues               |
| 2017                                                        | What Lovers Do (featuring SZA)                                        | 9                    | 7                    | 11                   | 6                    | 17                   | 17                   | 5                    | 6                    | 9                    | 1                    | - RIAA: 2× Platina - ARIA: 4× Platina - BPI: Platina - BVMI: Platina - FIMI: 3× Platina - MC: 4× Platina - RMNZ: 2× Platina - SNEP: Platina                          | Red Pill Blues               |
| 2018                                                        | Wait                                                                  | 24                   | 91                   | —                    | 35                   | —                    | —                    | —                    | —                    | —                    | 79                   | - RIAA: 3× Platina - ARIA: Arany - MC: Platina | Red Pill Blues               |
| 2018                                                        | Girls Like You (featuring Cardi B)                                    | 1                    | 2                    | 8                    | 1                    | 1                    | 9                    | 5                    | 1                    | 4                    | 7                    | - RIAA: Gyémánt - ARIA: 9× Platina - BPI: 3× Platina - BVMI: Platina - FIMI: 3× Platina - MC: 9× Platina - RMNZ: 2× Platina - SNEP: Gyémánt                          | Red Pill Blues               |
| 2019                                                        | Memories                                                              | 2                    | 2                    | 10                   | 2                    | 13                   | 20                   | 10                   | 3                    | 3                    | 5                    | - RIAA: 4× Platina - ARIA: 6× Platina - BPI: 2× Platina - BVMI: Platina - FIMI: 2× Platina - IFPI AUT: Arany - MC: 4× Platina - RMNZ: 2× Platina - SNEP: Platina     | Jordi                        |
| 2020                                                        | Nobody’s Love                                                         | 41                   | 70                   | —                    | 33                   | —                    | —                    | —                    | —                    | —                    | 84                   | - RIAA: Arany - FIMI: Arany - MC: Arany | Jordi                        |
| 2021                                                        | Beautiful Mistakes (featuring Megan Thee Stallion)                    | 13                   | 36                   | —                    | 7                    | 38                   | —                    | 39                   | 21                   | 52                   | 50                   | - RIAA: Platina - ARIA: Arany - BPI: Ezüst - MC: Platina - FIMI: Platina - IFPI SWI: Arany - RMNZ: Arany - SNEP: Arany                                               | Jordi                        |
| 2021                                                        | Lost                                                                  | —                    | 88                   | —                    | 69                   | —                    | —                    | —                    | —                    | —                    | —                    | - FIMI: Arany | Jordi                        |
| 2022                                                        | One Light (Remix) (with Bantu featuring Yung Bleu and Latto)          | —                    | —                    | —                    | —                    | —                    | —                    | —                    | —                    | —                    | —                    | | Nem jelent meg albumon       |
| 2023                                                        | Middle Ground                                                         | —                    | —                    | —                    | —                    | —                    | —                    | —                    | —                    | —                    | —                    | | Nem jelent meg albumon       |
| 2025                                                        | Priceless (featuring Lisa)                                            | 76                   | —                    | —                    | 80                   | —                    | —                    | —                    | —                    | —                    | 69                   | | Love Is Like                 |
| 2025                                                        | All Night                                                             | —                    | —                    | —                    | —                    | —                    | —                    | —                    | —                    | —                    | —                    | | Love Is Like                 |
| "—" nem szerepelt listán, vagy nem jelent meg az országban. |                                                                       |                      |                      |                      |                      |                      |                      |                      |                      |                      |                      | |                              |

## Promóciós munkák
| Év                                                          | Cím                                    | Legmagasabb helyezés | Legmagasabb helyezés | Legmagasabb helyezés | Legmagasabb helyezés | Legmagasabb helyezés | Legmagasabb helyezés | Legmagasabb helyezés | Legmagasabb helyezés | Legmagasabb helyezés | Legmagasabb helyezés | Minősítések               | Album                        |
| Év                                                          | Cím                                    | US                   | AUS                  | CAN                  | FRA                  | GER                  | IRE                  | ITA                  | NZ Heat.             | SWE                  | UK                   | Minősítések               | Album                        |
| ----------------------------------------------------------- | -------------------------------------- | -------------------- | -------------------- | -------------------- | -------------------- | -------------------- | -------------------- | -------------------- | -------------------- | -------------------- | -------------------- | ------------------------- | ---------------------------- |
| 2005                                                        | Happy Xmas (War Is Over)               | —                    | —                    | —                    | —                    | —                    | —                    | —                    | —                    | —                    | —                    |                           | Nem jelent meg albumon       |
| 2007                                                        | Can’t Stop                             | —                    | —                    | —                    | —                    | —                    | —                    | —                    | —                    | —                    | —                    |                           | It Won’t Be Soon Before Long |
| 2009                                                        | The Way You Look Tonight               | —                    | —                    | —                    | —                    | —                    | —                    | —                    | —                    | —                    | —                    |                           | His Way, Our Way             |
| 2011                                                        | Is Anybody Out There (feat. PJ Morton) | —                    | —                    | —                    | —                    | —                    | —                    | —                    | —                    | —                    | —                    |                           | Nem jelent meg albumon       |
| 2014                                                        | Lucky Strike                           | —                    | —                    | —                    | —                    | —                    | —                    | —                    | —                    | —                    | —                    | - RIAA: Arany             | Overexposed                  |
| 2014                                                        | It Was Always You                      | 45                   | 43                   | 19                   | 76                   | 88                   | —                    | 50                   | —                    | 53                   | 40                   | - RIAA:Arany - FIMI:Arany | V                            |
| 2017                                                        | Help Me Out (feat. Julia Michaels)     | —                    | 83                   | 80                   | —                    | —                    | 86                   | —                    | 3                    | —                    | —                    |                           | Red Pill Blues               |
| 2017                                                        | Whiskey (feat. ASAP Rocky)             | —                    | —                    | —                    | —                    | —                    | —                    | —                    | 7                    | —                    | —                    |                           | Red Pill Blues               |
| 2018                                                        | Three Little Birds                     | —                    | —                    | —                    | —                    | —                    | —                    | —                    | —                    | —                    | —                    |                           | Nem jelent meg albumon       |
| 2022                                                        | Lovesick                               | —                    | —                    | —                    | —                    | —                    | —                    | —                    | —                    | —                    | —                    |                           | Jordi                        |
| "—" nem szerepelt listán, vagy nem jelent meg az országban. |                                        |                      |                      |                      |                      |                      |                      |                      |                      |                      |                      |                           |                              |

## Középlemezek
| Cím                     | Album részletek                                                                                          | Legmagasabb helyezés | Eladások       |
| Cím                     | Album részletek                                                                                          | US Sales             | Eladások       |
| Kara's Flowers          | Kara's Flowers                                                                                           | Kara's Flowers       | Kara's Flowers |
| ----------------------- | --- | -------------------- | -------------- |
| Stagg Street Recordings | - Megjelenés: 1999. október - Kiadó: Önálló kiadás - Formátum: CD                                        | —                    |                |
| Maroon 5                | |                      |                |
| Sessions@AOL            | - Megjelenés: 2007. június - Kiadó: A&M/Octone - Formátum: CD, digitális letöltés                        | —                    |                |
| Live from SoHo          | - Megjelenés: 2008. március 25. (US) - Kiadó: A&M/Octone - Formátum: CD, digitális letöltés              | —                    |                |
| iTunes Session          | - Megjelenés: 2011. február 8. (US) - Kiadó: A&M/Octone - Formátum: Digitális letöltés                   | 148                  | - US: 10,000   |
| 12 Days                 | - Megjelenés: 2012. november 26. (UK) - Kiadó: A&M/Octone - Formátum: Digitális letöltés                 | —                    |                |
| Holiday Gift            | - Megjelenés: 2012. december 20. (UK) - Kiadó: A&M/Octone - Formátum: Digitális letöltés                 | —                    |                |
| Will Be Loved           | - Megjelenés: 2025. február 7. (US) - Kiadó: 222 Interscope - Formátumok: Digitális letöltés, streamelés | —                    |                |

## Egyéb slágerlistás dalok
| Év                                                          | Cím                                        | Legmagasabb helyezés | Legmagasabb helyezés | Legmagasabb helyezés | Legmagasabb helyezés | Minősítések | Album                                               |
| Év                                                          | Cím                                        | US                   | US Dance             | CAN                  | KOR                  | Minősítések | Album                                               |
| ----------------------------------------------------------- | ------------------------------------------ | -------------------- | -------------------- | -------------------- | -------------------- | ----------- | --------------------------------------------------- |
| 2007                                                        | Nothing Lasts Forever                      | —                    | —                    | —                    | —                    |             | It Won’t Be Soon Before Long                        |
| 2009                                                        | Not Falling Apart (Dj. Tiësto Remix)       | —                    | 3                    | —                    | —                    |             | Call and Response: The Remix Album                  |
| 2010                                                        | Stutter                                    | 84                   | —                    | —                    | —                    |             | Hands All Over                                      |
| 2010                                                        | Out of Goodbyes (feat. Lady A)             | —                    | —                    | —                    | —                    |             | Hands All Over                                      |
| 2012                                                        | Come Away to the Water (feat. Rozzi Crane) | 83                   | —                    | 83                   | —                    |             | The Hunger Games: Songs from District 12 and Beyond |
| 2012                                                        | Wipe Your Eyes                             | 80                   | —                    | —                    | —                    |             | Overexposed                                         |
| 2014                                                        | Just a Feeling                             | —                    | —                    | —                    | 3                    |             | Hands All Over                                      |
| 2014                                                        | Unkiss Me                                  | —                    | —                    | 56                   | —                    |             | V                                                   |
| 2015                                                        | My Heart Is Open (feat. Gwen Stefani)      | —                    | —                    | 94                   | —                    |             | V                                                   |
| "—" nem szerepelt listán, vagy nem jelent meg az országban. |                                            |                      |                      |                      |                      |             |                                                     |

## Egyéb kiadások
| Év   | Cím                                                                                         | Album                                     |
| ---- | ------------------------------------------------------------------------------------------- | ----------------------------------------- |
| 1997 | We Are the Champions (Kara's Flowersként)                                                   | 103.9 WYEG Presents Edgefest 97           |
| 1998 | Yesterday When I Was Handsome (Kara’s Flowersként)                                          | Hear You Me! A Tribute to Mykel and Carli |
| 2004 | Woman                                                                                       | Music from and Inspired by Spider-Man 2   |
| 2004 | Pure Imagination                                                                            | Mary Had a Little Amp                     |
| 2005 | Everyday People (Sly and the Family Stone feat. Maroon 5)                                   | Different Strokes by Different Folks      |
| 2006 | She Will Be Loved (Rhythms del Mundo feat. Maroon 5) (Rhythms del Mundo featuring Maroon 5) | Rhythms del Mundo: Cuba                   |
| 2006 | Lovely Day (feat. Bill Withers) (featuring Bill Withers and Kori Withers)                   | Hoot: Original Motion Picture Soundtrack  |
| 2007 | Makes Me Wonder (Acoustic Version)                                                          | Radio 1’s Live Lounge - Volume 2          |
| 2011 | Wake Up Call (Live)                                                                         | Patagonia Music Collective: Volume Two    |
| 2012 | I Shall Be Released                                                                         | Chimes of Freedom                         |
| 2014 | Happy                                                                                       | Radio 1’s Live Lounge 2014                |

## Videóklipek

### Vezető művészként
| Év             | Videóklip                                                  | Rendező(k)                    | Megjegyzések                                | Ref.                    |
| Kara's Flowers | Kara's Flowers                                             | Kara's Flowers                | Kara's Flowers                              | Kara's Flowers          |
| -------------- | ---------------------------------------------------------- | ----------------------------- | ------------------------------------------- | ----------------------- |
| 1997           | Soap Disco                                                 | Mark Kohr                     |                                             | [ 123 ]                 |
| Maroon 5       |                                                            |                               |                                             |                         |
| 2002           | Harder to Breathe                                          | Marc Webb                     |                                             | [ 124 ]                 |
| 2004           | This Love                                                  | Sophie Muller                 |                                             | [ 125 ]                 |
| 2004           | She Will Be Loved (1. verzió)                              | Nincs                         | Befejezetlen                                | [ 126 ]                 |
| 2004           | She Will Be Loved (2. verzió)                              | Sophie Muller                 |                                             | [ 127 ]                 |
| 2004           | Sunday Morning                                             | Andy Delaney Monty Whitebloom |                                             | [ 128 ]                 |
| 2005           | Must Get Out                                               | Russell Thomas                | Élő verzió                                  |                         |
| 2007           | Makes Me Wonder                                            | John Hillcoat                 |                                             | [ 129 ]                 |
| 2007           | Wake Up Call                                               | Jonas Åkerlund                | Eredeti és Director's Cut verziók           | [ 130 ] [ 131 ]         |
| 2007           | Won't Go Home Without You                                  | Sophie Muller                 |                                             | [ 132 ]                 |
| 2008           | If I Never See Your Face Again (featuring Rihanna)         | Anthony Mandler               | Eredeti                                     | [ 133 ]                 |
| 2008           | If I Never See Your Face Again (Japán turné 2008)          | Bob Carmichael                | Élénk                                       | [ 134 ] [ 135 ]         |
| 2008           | Goodnight Goodnight                                        | Marc Webb                     |                                             | [ 136 ]                 |
| 2009           | Story                                                      | Bob Carmichael                | Élénk                                       | [ 137 ]                 |
| 2010           | Misery                                                     | Joseph Kahn                   | Eredeti                                     | [ 138 ]                 |
| 2010           | Misery (UK verzió)                                         | Joseph Kahn Don Tyler         | Élénk                                       | [ 139 ]                 |
| 2010           | Give a Little More                                         | Paul Hunter                   |                                             | [ 140 ]                 |
| 2010           | Hands All Over                                             | Don Tyler                     | Élénk                                       | [ 140 ]                 |
| 2011           | Never Gonna Leave This Bed                                 | Tim Nackashi                  |                                             | [ 141 ]                 |
| 2011           | Runaway                                                    | Mickey Smith                  |                                             | [ 142 ]                 |
| 2011           | Out of Goodbyes (featuring Lady A)                         | Travis Schneider              |                                             | [ 143 ]                 |
| 2011           | Moves Like Jagger (featuring Christina Aguilera)           | Jonas Åkerlund                |                                             | [ 144 ]                 |
| 2012           | Payphone (featuring Wiz Khalifa)                           | Samuel Bayer                  |                                             | [ 145 ]                 |
| 2012           | One More Night                                             | Peter Berg                    |                                             | [ 146 ]                 |
| 2012           | Daylight                                                   | Jonas Åkerlund                | Eredeti                                     | [ 147 ]                 |
| 2013           | Daylight                                                   | Mark Johnson                  | Playing for Change-verzió                   | [ 148 ]                 |
| 2013           | Love Somebody                                              | Rich Lee                      |                                             | [ 149 ]                 |
| 2014           | Maps                                                       | Peter Berg                    | Eredeti                                     | [ 150 ]                 |
| 2014           | Animals                                                    | Samuel Bayer                  |                                             | [ 151 ]                 |
| 2014           | Maps (Rumba Whoa Remix) (featuring J Balvin)               | Nincs                         |                                             |                         |
| 2015           | Sugar                                                      | David Dobkin                  | Eredeti                                     | [ 152 ]                 |
| 2015           | Sugar                                                      | Nincs                         | Fan Video verzió                            | [ 153 ]                 |
| 2015           | This Summer's Gonna Hurt like a Motherfucker               | Travis Schneider Adam Levine  | Eredeti és tiszta változat                  | [ 154 ] [ 155 ]         |
| 2015           | This Summer (Circuit Jerks Remix)                          | Kidmograph                    | Élénk                                       | [ 156 ] [ 157 ]         |
| 2015           | Feelings                                                   | Nincs                         | Befejezetlen                                | [ 158 ]                 |
| 2016           | Don't Wanna Know                                           | David Dobkin                  |                                             | [ 159 ]                 |
| 2017           | Cold (featuring Future)                                    | Rich Lee                      |                                             | [ 160 ]                 |
| 2017           | What Lovers Do (featuring SZA)                             | Joseph Kahn                   |                                             | [ 161 ]                 |
| 2018           | Wait                                                       | Dave Meyers                   | Eredeti                                     | [ 162 ]                 |
| 2018           | Wait                                                       | Travis Schneider              | Snapchat verzió                             | [ 163 ]                 |
| 2018           | Girls Like You (featuring Cardi B)                         | David Dobkin                  | Eredeti, Volume 2 és Vertical Video verziók | [ 164 ] [ 165 ] [ 166 ] |
| 2018           | Three Little Birds                                         | Joseph Kahn                   |                                             | [ 167 ]                 |
| 2019           | Memories                                                   | David Dobkin                  | Eredeti                                     | [ 168 ]                 |
| 2019           | Memories                                                   | Nincs                         | Memories verzióval készült                  | [ 169 ]                 |
| 2020           | Nobody's Love                                              | David Dobkin                  |                                             | [ 170 ]                 |
| 2021           | Beautiful Mistakes (featuring Megan Thee Stallion)         | Sophie Muller                 |                                             | [ 171 ]                 |
| 2021           | Lost                                                       | Sophie Muller                 |                                             | [ 172 ]                 |
| 2022           | One Light Remix (with Bantu featuring Yung Bleu and Latto) | Nincs                         | Élénk                                       | [ 89 ]                  |
| 2023           | Middle Ground                                              | David Dobkin                  |                                             | [ 173 ]                 |

### Vendég megjelenések
| Év   | Cím       | Művész(ek)                      | Rendező(k)                   | Megjegyzések | Ref.            |
| ---- | --------- | ------------------------------- | ---------------------------- | --- | --------------- |
| 2011 | Uncharted | Sara Bareilles                  | Travis Schneider Javier Dunn | Adam Levine és Jesse Carmichael megjelent a tényleges videóban; PJ Morton és James Valentine is feltűnt a dal outtake videójában. | [ 174 ] [ 175 ] |
| 2014 | Heavy     | PJ Morton featuring Adam Levine | Orson Whales                 | A videóban James Valentine gitározik, valamint Morton élő bandája, a Crusade is megjelenik.                                       | [ 176 ]         |

## Fordítás
Ez a szócikk részben vagy egészben  a   Maroon_5_discography című angol Wikipédia-szócikk fordításán alapul.  Az eredeti cikk szerkesztőit annak laptörténete sorolja fel. Ez a jelzés csupán a megfogalmazás eredetét és a szerzői jogokat jelzi, nem szolgál a cikkben szereplő információk forrásmegjelöléseként.